# Haut représentant de l'Union pour les affaires étrangères et la politique de sécurité
Pour les articles homonymes, voir Représentant.
Le haut représentant de l'Union pour les affaires étrangères et la politique de sécurité (HRAEPS) est une fonction de l'Union européenne (UE) instituée par le traité de Lisbonne (2007). Elle reprend et fusionne les fonctions diplomatiques autrefois exercées par le secrétaire général du Conseil, le haut représentant pour la politique étrangère et de sécurité commune et le commissaire européen aux Relations extérieures.
Le haut représentant est nommé par le Conseil européen avec l'accord du président de la Commission européenne pour un mandat de cinq ans, la durée d'une législature du Parlement européen. Il est ex officio l'un des vice-présidents de la Commission. Il dirige le Service européen pour l'action extérieure (SEAE). La Britannique Catherine Ashton occupe le poste de 2009 à 2014, suivie de l'Italienne Federica Mogherini de 2014 à 2019, puis de l'espagnol Josep Borrell de 2019 à 2024. Kaja Kallas en est la titulaire depuis le 1er décembre 2024 au sein de la commission 2024-2029 présidée par Ursula von der Leyen.

## Contexte

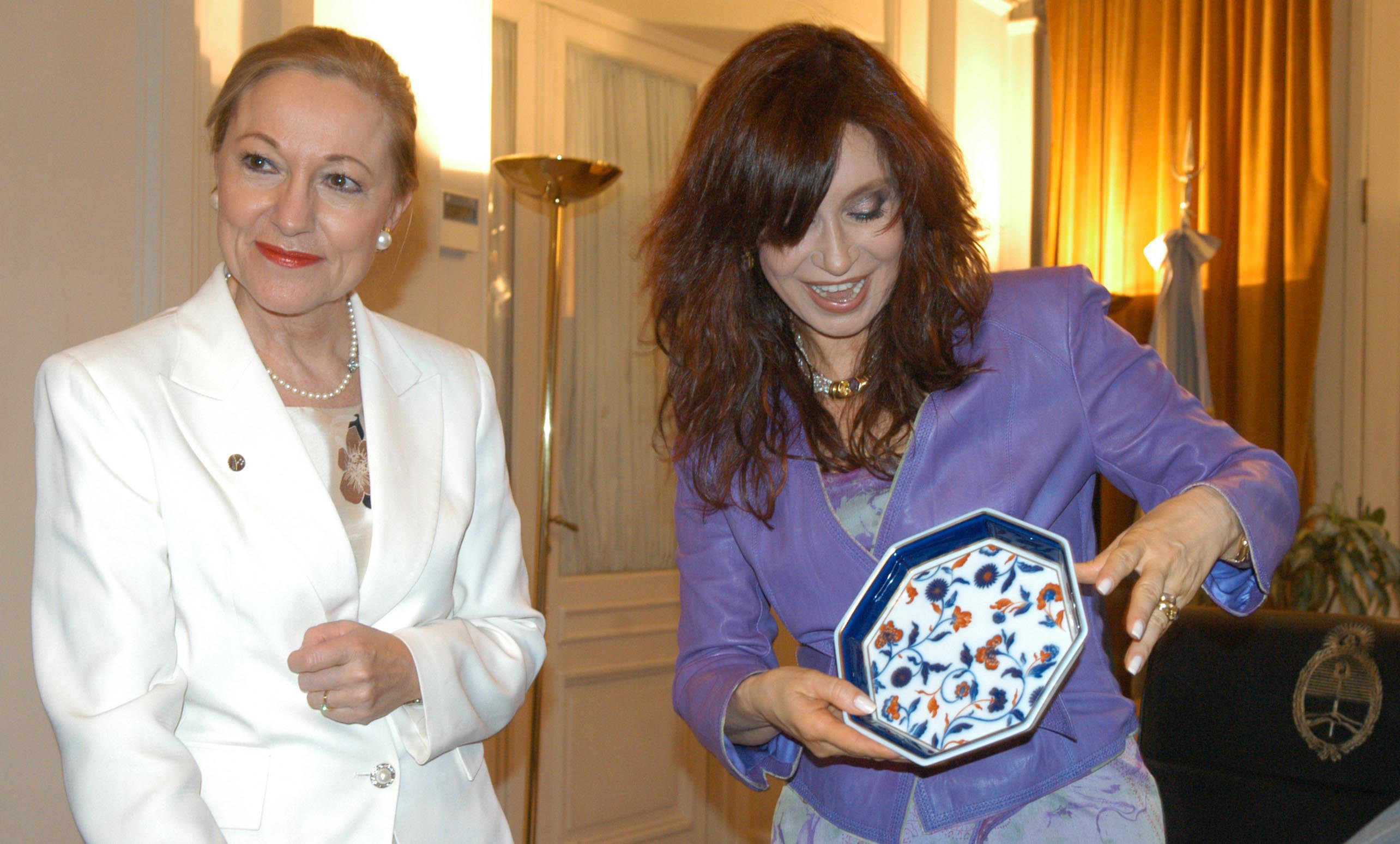
La fonction de commissaire européen aux Relations extérieures (Benita Ferrero-Waldner, à gauche, avec la présidente argentine Cristina Kirchner en 2006) est fusionnée à celle de haut représentant par le traité de Lisbonne.

La Constitution européenne proposait de fusionner le  poste de commissaire européen aux Relations extérieures à celui de haut représentant pour créer un ministre des Affaires étrangères de l'Union. Bien que la Constitution n'ait pas été ratifiée, le traité de Lisbonne qui la remplaça, retint ce changement sous un nom différent. Le nouveau haut représentant de l’Union pour les Affaires étrangères et la Politique de sécurité est le résultat de la fusion entre commissaire chargé des Relations extérieures et le haut représentant et, comme la Constitution le prévoyait, il est assisté par le Service européen pour l'action extérieure,. La nouvelle fonction a aussi repris d'autres attributions liées aux affaires étrangères tel que le fait de siéger au conseil des affaires étrangères ou de représenter l'UE lors des forums internationaux. Ces rôles étaient auparavant exercés par le ministre des Affaires étrangères du pays exerçant la présidence tournante de l'Union européenne (conjointement avec son prédécesseur et son successeur dans la présidence tournante).
En dépit du changement de nom, beaucoup de médias font encore référence au ministre des Affaires étrangères. Lors des négociations il a été décidé que le haut représentant ne serait plus le secrétaire général du Conseil de l'Union européenne mais le vice-président de la Commission européenne. La fusion des deux postes a été perçue comme la réponse à la question posée par Henry Kissinger : « Who do I call if I want to call Europe ? »

« La création d’un haut représentant en matière de politique étrangère ou, mieux encore, d’un ministre des Affaires étrangères serait un grand changement par rapport à la situation existante. Il mettrait fin au double emploi qui existe entre la fonction actuelle de M. Javier Solana, et celle assurée au sein de la Commission par Mme Benita Ferrero-Waldner, responsable de l’aide extérieure de l’Union européenne. Une seule et même personne traiterait ainsi les problèmes et répondrait aux fameux appels téléphoniques de Henry Kissinger : « je voudrais parler à l’Europe. »

— Valéry Giscard d'Estaing sur son blog, 5 juillet 2007

## Rôle
Dans les domaines des affaires étrangères qui sont convenus entre les États membres de l'Union européenne, le haut représentant peut intervenir pour l'Union et ainsi il peut négocier au nom des États membres (forums internationaux, etc.). Le haut représentant est responsable des représentants spéciaux et des ambassadeurs de l'Union qui sont à la tête des délégations, et effectue certaines nominations telles que celles des coordinateurs anti-terroristes. Il coordonne la politique européenne de sécurité et de défense. 
Il s'agissait en fait de fusionner les fonctions de diplomatie tenues par :
- le haut représentant pour la politique étrangère et de sécurité commune ; la  « PESC » était le deuxième pilier de l'Union européenne, selon l'architecture institutionnelle mise en place par le traité sur l'Union européenne de 1992 mais le poste n'a été créé qu'en 1999 par le traité d'Amsterdam ; le traité de Lisbonne abolit le principe des piliers, modifie la fonction du haut représentant et la sépare du secrétariat général du Conseil de l'Union européenne ; un nouveau secrétaire général est nommé ; à ce titre, le haut représentant assiste aux conseils européens ;
- le commissaire chargé des Relations extérieures ; la dernière personne à occuper ce poste était l'Autrichienne Benita Ferrero-Waldner durant la 1re commission Barroso ; la politique européenne de voisinage est maintenant confiée au commissaire chargé de l'élargissement ; à ce titre, le haut représentant siège à la Commission européenne dont il est le premier vice-président ;
- le président du Conseil de l'Union européenne dans sa formation « Affaires étrangères » qui était auparavant le ministre des Affaires étrangères de l'État membre qui assurait la présidence tournante[6].

Dans ses fonctions, le haut représentant s'appuie sur une nouvelle structure administrative, le Service européen pour l'action extérieure (SEAE), dont il désigne les membres et contrôle le budget. Néanmoins, bien que le haut représentant puisse préparer des initiatives, les décisions doivent être adoptées par les États membres en Conseil.
Avec l'importance croissante du rôle du haut représentant, et de par leur exclusion du Conseil européen, les ministres des Affaires étrangères européens sont maintenant incertains de leur rôle face au haut représentant. Lors d'une rencontre en Finlande, il a été proposé qu'ils soient des envoyés spéciaux du haut représentant. Cela a été soutenu par Ashton qui a dit que, tant que l'UE parle d'une seule voix, peu importe qui parlait.

## Désignation
Le haut représentant est élu par le Conseil européen à la majorité qualifiée. Toutefois, afin de tenir son rôle au sein de la Commission, en particulier en tant que vice-président, le haut représentant est auditionné par le Parlement européen avant d'être soumis à un vote d'approbation par les députés. La première titulaire de ce poste, Catherine Ashton, a été choisi le 19 novembre 2009 lors du sommet extraordinaire organisé à Bruxelles par la présidence suédoise avant l'entrée en vigueur du traité de Lisbonne le 1er décembre suivant.

## Titulaires
Le poste est créé avec l'entrée en vigueur du traité de Lisbonne ; avant le 1er décembre 2009, la fonction était occupée par le haut représentant pour la politique étrangère et de sécurité commune. 
| Titulaire                                     | Titulaire          | Pays d'origine | Poste précédent                                                                       | Parti | Parti                            | Début du mandat   | Fin du mandat     | Durée             |
| --------------------------------------------- | ------------------ | -------------- | ------------------------------------------------------------------------------------- | ----- | -------------------------------- | ----------------- | ----------------- | ----------------- |
|                                               | Catherine Ashton   | Royaume-Uni    | Commissaire européen au commerce                                                      |       | Européen : PSE National : Labour | 1er décembre 2009 | 1er novembre 2014 | 4 ans et 11 mois  |
| portrait photographique de Federica Mogherini | Federica Mogherini | Italie         | Ministre italienne des Affaires étrangères                                            |       | Européen : PSE National : PD     | 1er novembre 2014 | 30 novembre 2019  | 5 ans et 29 jours |
| portrait photographique de Josep Borrell      | Josep Borrell      | Espagne        | Ministre espagnol des Affaires étrangères, de l'Union européenne et de la Coopération |       | Européen : PSE National : PSOE   | 1er décembre 2019 | 1er décembre 2024 | 5 ans             |
| portrait photographique de Kaja Kallas        | Kaja Kallas        | Estonie        | Première ministre d'Estonie                                                           |       | Européen : ALDE National : ERE   | 1er décembre 2024 | En fonction       | 7 mois et 8 jours |

### Catherine Ashton

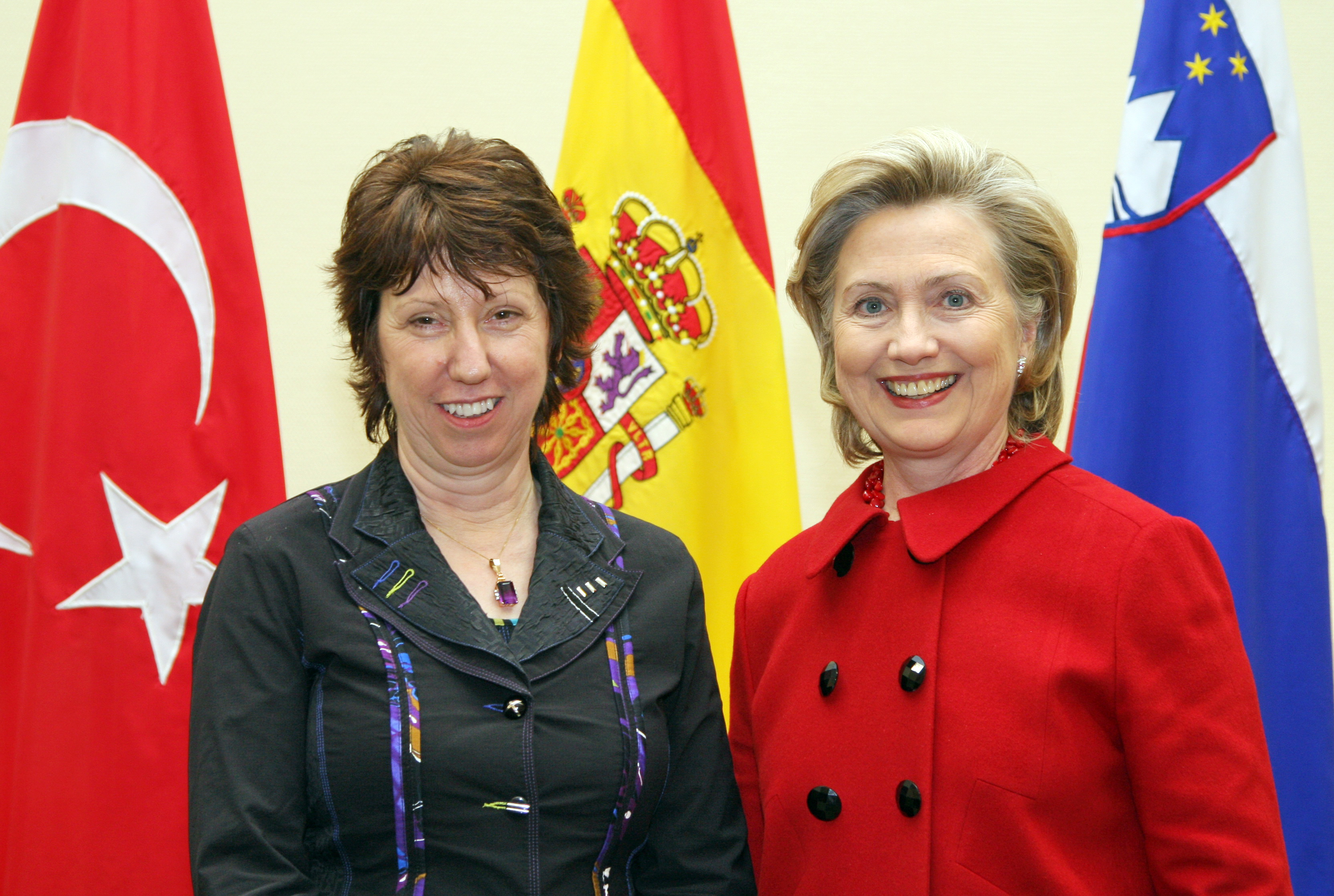
Catherine Ashton avec la secrétaire d'État des États-Unis, Hillary Clinton en 2009.

Bien que Javier Solana ait  au départ été choisi pour être le premier ministre des Affaires étrangères, les délais d'introduction du poste signifiait qu'après dix ans de service il allait être confronté à de nouveaux candidats. Après que de nombreux candidats ont été avancés, les dirigeants de l'Union se sont mis d'accord et ont désigné Catherine Ashton, originaire du Royaume-Uni, en tant que première titulaire des nouvelles fonction de haut représentant. Auparavant, elle était commissaire européen au commerce et n'avait, par conséquent, pas d'expérience dans les affaires étrangères. Ashton est arrivée au sommet de la liste des candidats sélectionnés quand elle a été nommée de manière unanime par les représentants de centre-gauche qui revendiquait ce poste,. Après cette nomination, le Parlement européen dut confirmer le choix de Catherine Ashton avant que celle-ci ne put prendre ses fonctions. De même, lors du Conseil européen qui choisit Ashton, Pierre de Boissieu fut nommé secrétaire général du Conseil de l'Union européenne, distinguant définitivement les deux postes.
Lors du tremblement de terre en Haïti de 2010, Ashton présida une rencontre des experts en relations étrangères, en développement et en environnement du Conseil et du Centre de situation (SitCen). Ils s'accordèrent sur une aide de 3 millions d'euros, et s'engagèrent à chercher d'autres aides financières ainsi qu'à envoyer du personnel pour évaluer la situation et coordonner les actions des États membres. Elle présida ensuite une rencontre des ambassadeurs des États membres et joua le rôle de coordinateur, ainsi les contacts de l'ONU passaient par Ashton. Bien qu'elle se refuse à considérer ceci comme la première intervention extérieure, Ashton reconnait que c'est la première fois qu'il y a une telle coordination entre les nombreux acteurs des Affaires étrangères au sein de l'Union. Cependant, la majeure partie de l'aide était issue d'accord bilatéraux entre Haïti et les États membres. Par ailleurs Ashton fut critiquée car elle est l'une des seules représentantes étrangères à ne pas s'être personnellement rendue en Haïti. Malgré l'accord des ministres de l'Union pour le déploiement des gendarmes européens, Ashton fit de nouveau l'objet de critiques due au fait qu'elle n'aurait pas réussi à améliorer le profil international de l'Union lors des crises. Ashton répondit en disant que « There's been a recognition from the people of Haiti, the US, the UN and others of the extremely important role the EU has played. On the main issue, we should ask, have we tried to save lives, to support the people of Haiti? Yes we have,. »
Parmi les autres critiques faites à Ashton se trouvent notamment : le fait qu'elle ne s'est pas rendue à une réunion sur la défense afin d'assister à l'investiture du Premier ministre ukrainien parmi les officiels britanniques, son manque de compétence linguistique, et le risque de création qu'une querelle entre le Royaume-Uni et la France sur la création d'un siège pour la planification militaire de l'Union européenne.

### Federica Mogherini

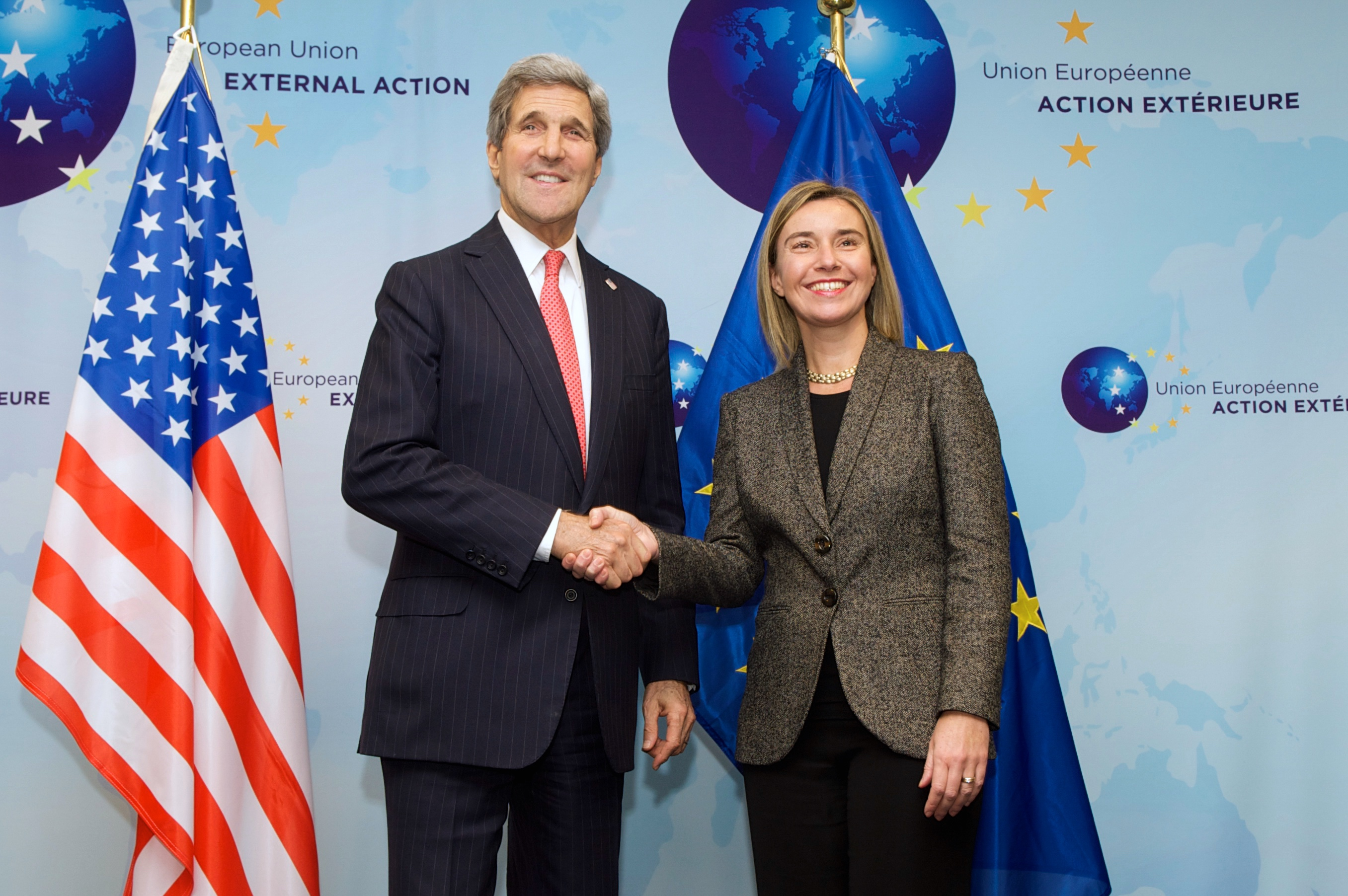
Federica Mogherini avec le secrétaire d'État des États-Unis, John Kerry en 2014.

Le 2 août 2014, le président du Conseil italien, Matteo Renzi adresse une lettre au président de la Commission européenne Jean-Claude Juncker, formalisant la candidature de Federica Mogherini pour la charge de haut représentant. Le 30 août, le président du Conseil européen, Herman Van Rompuy, annonce que le Conseil a décidé de la nommer. Son mandat débute le 1er novembre 2014 malgré les critiques qui pèsent sur la position de son pays vis-à-vis de la Russie dans la crise russo-ukrainienne de 2013-2015, alors qu'elle était ministre des Affaires étrangères. En contrepartie, c'est le Polonais Donald Tusk qui devient le nouveau président du Conseil européen, incarnant l'opposition et la fermeté vis-à-vis de la politique étrangère de Moscou en Europe de l'Est, au côté des pays baltes.

### Josep Borrell
(juillet 2023).
Le 2 juillet 2019, à la suite des élections européennes, le Conseil européen propose l'Espagnol Josep Borrell comme prochain haut représentant. Cette nomination doit être approuvée par le Parlement européen lorsque celui-ci approuvera le collège des commissaires (incluant le président de la Commission, les commissaires et le haut représentant).

## Texte du traité
Le traité sur l'Union européenne, modifié par le traité de Lisbonne énonce à l'article 15-2 :

« Le Conseil européen est composé des chefs d'État ou de gouvernement des États membres, ainsi que de son président et du président de la Commission. Le haut représentant de l'Union pour les affaires étrangères et la politique de sécurité participe à ses travaux. »

L'article 18 ajoute :
« Article 18
1. Le Conseil européen, statuant à la majorité qualifiée, avec l'accord du président de la Commission, nomme le haut représentant de l'Union pour les affaires étrangères et la politique de sécurité. Le Conseil européen peut mettre fin à son mandat selon la même procédure.
2. Le haut représentant conduit la politique étrangère et de sécurité commune de l'Union. Il contribue par ses propositions à l'élaboration de cette politique et l'exécute en tant que mandataire du Conseil. Il agit de même pour la politique de sécurité et de défense commune.
3. Le haut représentant préside le Conseil des affaires étrangères.
4. Le haut représentant est l'un des vice-présidents de la Commission. Il veille à la cohérence de l'action extérieure de l'Union. Il est chargé, au sein de la Commission, des responsabilités qui incombent à cette dernière dans le domaine des relations extérieures et de la coordination des autres aspects de l'action extérieure de l'Union. Dans l'exercice de ces responsabilités au sein de la Commission, et pour ces seules responsabilités, le haut représentant est soumis aux procédures qui régissent le fonctionnement de la Commission, dans la mesure où cela est compatible avec les paragraphes 2 et 3. »

## Éléments liés à la fonction
Le salaire mensuel de base du haut représentant est fixé à 130 % (supérieur à un vice-président mais moins que le président de la Commission) du plus haut grade de la fonction publique de l'UE (grade 16, échelon 3), qui s'établit à 23 006,98 €. Il existe d'autres allocations en plus de cela, du fait que toutes les autres conditions d'emploi pour le haut représentant sont alignés sur celles de la Commission.